# Pennapiedimonte
Pennapiedimonte – miejscowość i gmina we Włoszech, w regionie Abruzja, w prowincji Chieti.
Według danych na rok 2004 gminę zamieszkiwało 556 osób, 11,8 os./km².